# Hakozaki-gū

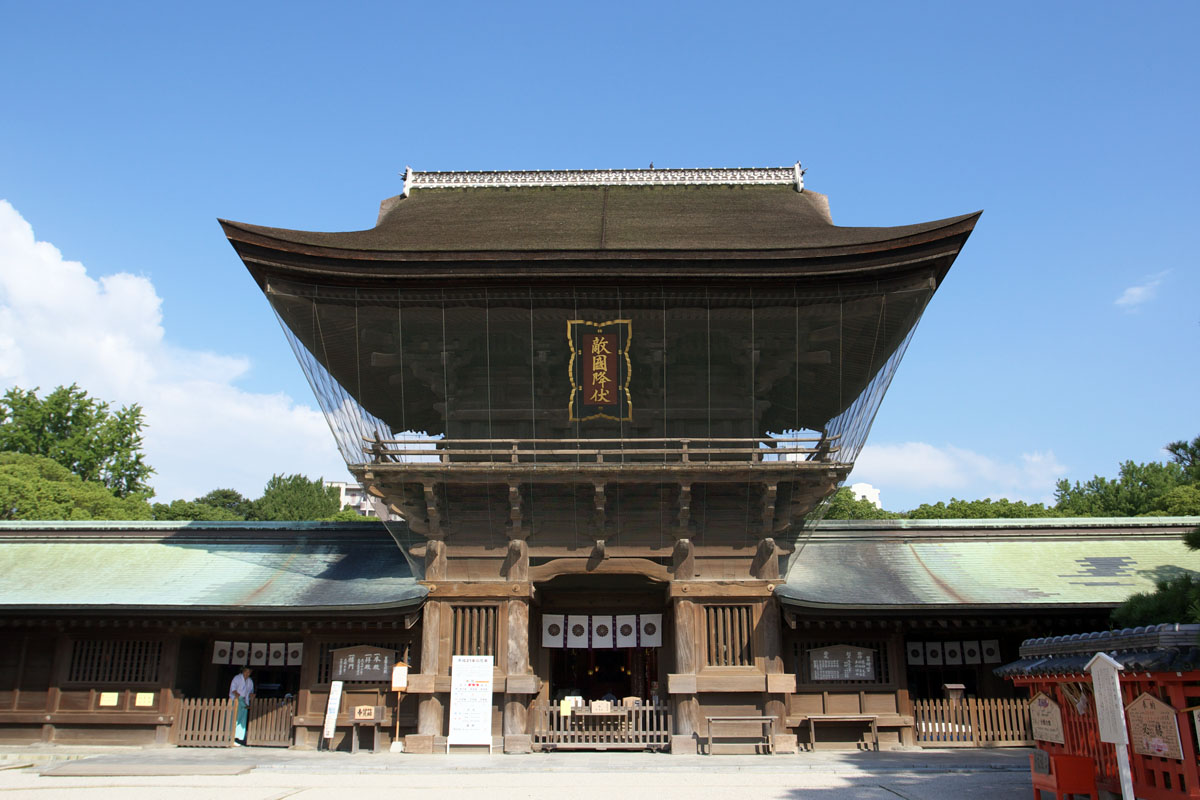
Rōmon du sanctuaire Hakozaki.

Le Hakozaki-gū (筥崎宮) est un sanctuaire shinto situé dans la ville de Fukuoka.

## Histoire

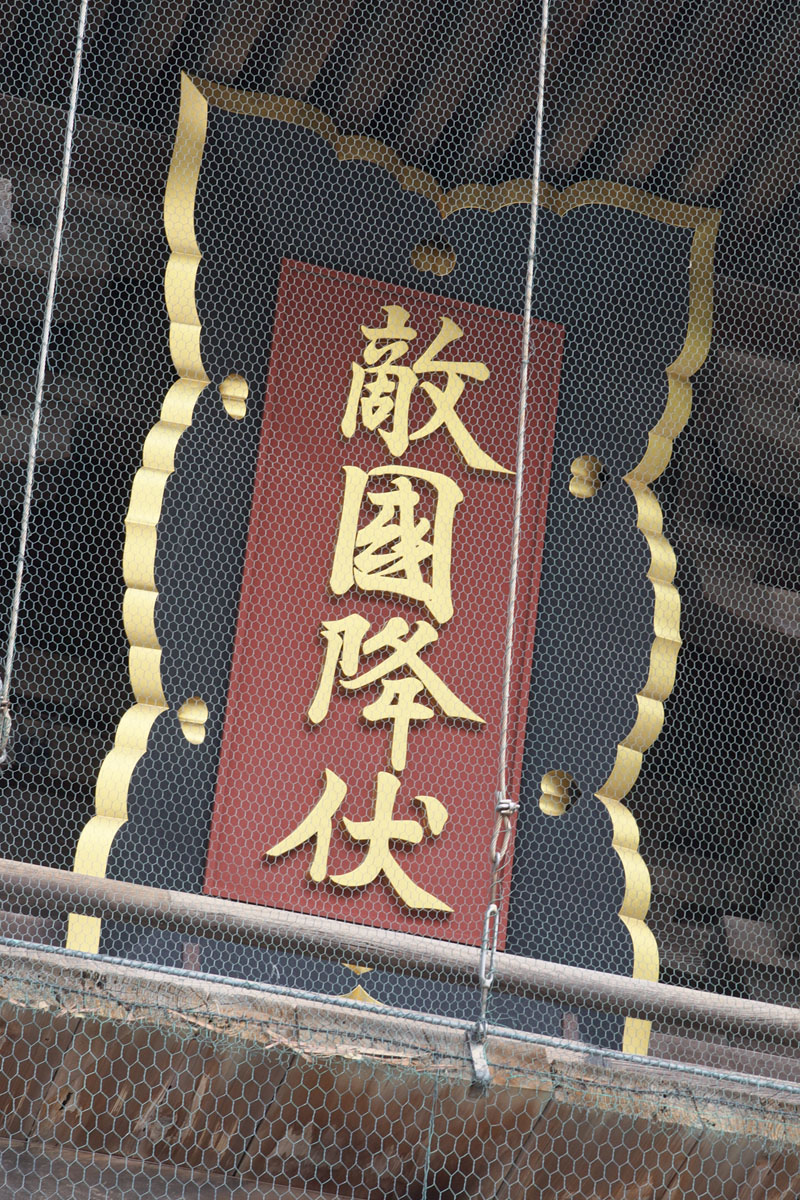
Calligraphie Tekikoku kōfuku.

Le Hakozaki-gū est fondé en 923 avec le transfert de l'esprit du kami Hachiman en provenance du sanctuaire Daibu Hachiman dans ce qui est le honami (commanderie), province de Chikuzen dans le Kyūshū.

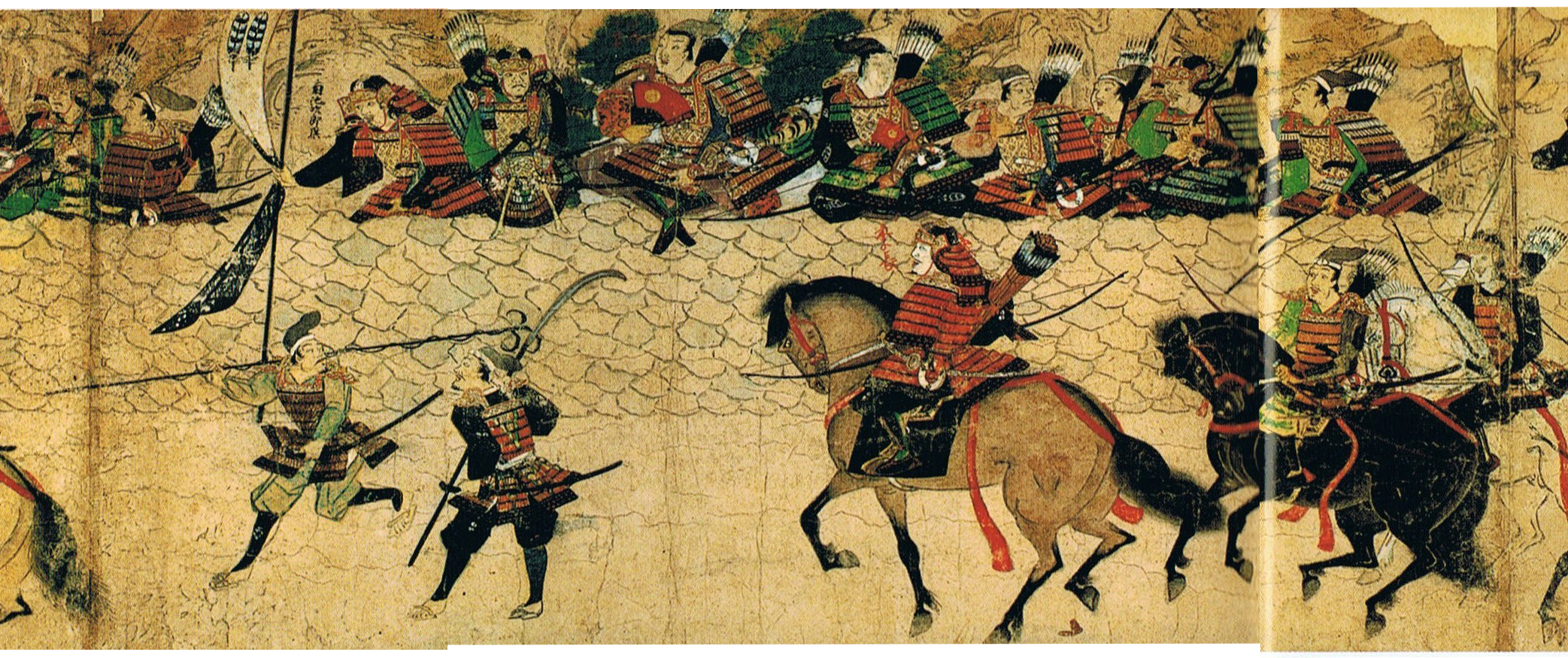
Les samouraïs japonais défendent la barrière de pierres sur l'emaki Rouleaux illustrés des invasions mongoles, peint entre 1275 et 1293.

Durant la première invasion mongole le 19 novembre 1274 (ère Bun'ei 11, 20e jour du 10e mois), les défenseurs japonais sont repoussés de plusieurs sites de débarquement. Au cours des combats qui s'ensuivent, le Hakozaki-gū est détruit par des incendies. Quand le sanctuaire est reconstruit, une calligraphie Tekikoku kōfuku (敵国降伏) est installée sur la porte de la tour. La calligraphie est écrite de la main de l'empereur Daigo, dédicacée par l'empereur Daijo Kameyama et supplie que soient défaits les envahisseurs.
Le Hakozaki-gū est très bien classé parmi les nombreux sanctuaires au Japon. Il figure dans le Engishiki-jinmyōchō (延喜式神名帳) édité en 927. Au XIe siècle ou XIIe siècle, le sanctuaire est classé comme ichi-no-miya (一宮 ; premier sanctuaire) de la province de Chikuzen.
L'amiral Heihachiro Togo, célèbre pour avoir vaincu la Russie sur les mers, est connu pour avoir souvent prié au Hakozaki-gū.
De 1871 à 1946, le sanctuaire Hakozaki est officiellement désigné kanpei-taisha (官幣大社), au premier rang des sanctuaires soutenus par l'État. Les deux autres sanctuaires Hachiman similaires sont l'Iwashimizu Hachiman-gū de Yawata dans la préfecture de Kyoto et l'Usa Hachiman-gū d'Usa dans la préfecture d'Ōita.

## Croyance shinto
Le Hakozaki-gū est consacré au culte du kami Hachiman. Ce sanctuaire vénère en particulier les mémoires de l'empereur Ōjin, de l'impératrice Jingū et de Tamayori-bime.

## Trésors
Un certain nombre de bâtiments du complexe du sanctuaire sont désignés biens culturels importants du Japon, dont le bâtiment principal, le bâtiment du culte, la porte de la tour et le torii principal, l'Ichino-torii.

## Festivals
Les festivals annuels Tamaseseri (玉せせり, en fait 玉取祭, Tamatori matsuri) (3 janvier) et Hojoya (12-18 septembre) amènent beaucoup de visiteurs au sanctuaire,.

### Tamaseseri
Le festival Tamaseseri aurait commencé vers 1500. Il sert à prier pour de bonnes récoltes et une bonne pêche. Il commence au sanctuaire Tamatori Ebisu voisin. Environ deux cents hommes, divisés en deux équipes, "Terre" et "Mer", se disputent une balle en bois de 8 kilos et tentent de l'apporter à la porte du Hakozaki-gū, 250 mètres plus loin. Ils sont constamment aspergés d'une eau sacrée. Si l'équipe "Terre" gagne, c'est un présage de bonnes récoltes ; si l’équipe "Mer" gagne, un présage de pêche abondante.